# 최보윤 (의사)
최보윤(1983년 ~ )은 대한민국의 의사이며, 닥터스키니의원의 원장이자 가정의학과 전문의이다.

## 방송 출연
- SBS 《모닝와이드》 - 인터뷰 출연
- SBS 《SBS 생활경제》 - 인터뷰 출연
- SBS 《좋은 아침》 - 자문의 패널
- KBS2 《여유만만》 - 강연자
- KBS2 《2TV 생생정보》 - 인터뷰 출연
- MBC 《생방송 오늘아침》 - 인터뷰 출연
- MBC 《기분 좋은 날》 - 자문의 패널
- EBS1 《아! 일요일 - 기적의 달리기》 - 자문의 패널
- JTBC 《즐거운 감량생활》 - 인터뷰 출연
- JTBC 《사연 있는 쌀롱하우스》 - 자문의 패널
- JTBC 《웃고 떠들고 맛있는 하우스》 - 자문의 패널
- JTBC 《진짜 의사가 돌아왔다》 - 자문의 패널
- TV조선 《알콩달콩》 - 자문의 패널
- TV조선 《팡팡터지는 정보쇼 알맹이》 - 자문의 패널
- TV조선 《내 몸 사용설명서》 - 자문의 패널
- TV조선 《내 몸 플러스》 - 자문의 패널
- MBN 《천기누설》 - 인터뷰 출연
- MBN 《헤이데이》 - 인터뷰 출연
- 채널A 《채널A 다큐스페셜》 - 인터뷰 출연
- 채널A 《나는 몸신이다》 - 자문의 패널
- 채널A 《닥터 지바고》 - 자문의 패널
- 헬스메디tv 《뷰티 잇 수다》 - 자문의 패널
- ONSTYLE 《바디 액츄얼리》 - 자문의 패널